# Sandra Hansson
Sandra Hansson (ur. 2 kwietnia 1980 w Bengtsfors) – szwedzka biegaczka narciarska, zwyciężczyni FIS Marathon Cup.

## Kariera
Po raz pierwszy na arenie międzynarodowej Sandra Hansson pojawiła się w 1998 roku podczas mistrzostw świata juniorów w Sankt Moritz, gdzie zajęła 35. miejsce w biegu na 15 km techniką klasyczną. Na rozgrywanych rok później mistrzostwach świata juniorów w Saalfelden była siódma w biegu na 5 km klasykiem. Ponadto podczas mistrzostw świata juniorów w Štrbskim Plesie w 2000 roku na tym samym dystansie stylem dowolnym była dwunasta, a w biegu na 15 km stylem klasycznym uplasowała się jedną pozycję wyżej. Zdobyła tam też złoty medal w sztafecie.
Największe sukcesy Hansson osiąga w zawodach FIS Marathon Cup. W klasyfikacji generalnej sezonu 2010/2011 okazała się najlepsza, w sezonie 2008/2009 była druga, a sezon 2009/2010 ukończyła na trzeciej pozycji. Do końca sezonu 2012/2013 dwunastokrotnie stawała na podium zawodów tego cyklu, przy czym dziewięciokrotnie zwyciężała. W dwóch imprezach zwyciężała więcej niż raz: w latach 2010 i 2011 wygrywała czeski maraton Jizerská Padesátka, a w latach 2009-2011 i 2013 była najlepsza w estońskim Tartu Maraton. Nigdy nie startowała w zawodach Pucharu Świata. Nigdy też nie brała udziału w igrzyskach olimpijskich ani mistrzostwach świata.

## Osiągnięcia

### Mistrzostwa świata juniorów
| Miejsce | Dzień       | Rok  | Miejscowość   | Konkurencja             | Wynik     | Strata  | Zwyciężczyni           |
| ------- | ----------- | ---- | ------------- | ----------------------- | --------- | ------- | ---------------------- |
| 35.     | 25 stycznia | 1998 | Sankt Moritz  | 15 km stylem klasycznym | 48:25,6   | +4:16,8 | Hilde Glomsås          |
| 7.      | 3 lutego    | 1999 | Saalfelden    | 5 km stylem klasycznym  | 14:23,5   | +25,3   | Lina Andersson         |
| 4.      | 5 lutego    | 1999 | Saalfelden    | Sztafeta 4x10 km        | 55:04,2   | +1:49,6 | Finlandia              |
| 12.     | 25 stycznia | 2000 | Štrbské Pleso | 5 km stylem dowolnym    | 14:35,3   | +1:33,1 | Jekatierina Sczastliwa |
| 1.      | 27 stycznia | 2000 | Štrbské Pleso | Sztafeta 4x10 km        | 1:03:23,5 | -       | -                      |
| 11.     | 30 stycznia | 2000 | Štrbské Pleso | 15 km stylem klasycznym | 50:48,1   | +2:50,9 | Evi Sachenbacher       |

### FIS Marathon Cup

#### Miejsca w klasyfikacji generalnej
- sezon 2006/2007: 9.
- sezon 2007/2008: 8.
- sezon 2008/2009: 2.
- sezon 2009/2010: 3.
- sezon 2010/2011: 1.
- sezon 2012/2013: 9.

#### Miejsca na podium
| Nr  | Dzień       | Rok  | Zawody             | Dystans                 | Czas biegu | Strata  | Pozycja | Zwyciężczyni    |
| --- | ----------- | ---- | ------------------ | ----------------------- | ---------- | ------- | ------- | --------------- |
| 1.  | 2 marca     | 2008 | Vasaloppet         | 90 km stylem klasycznym | 4:47:16,0  | -       | 1.      | -               |
| 2.  | 15 lutego   | 2009 | Tartu Maraton      | 63 km stylem klasycznym | 3:13:04,0  | -       | 1.      | -               |
| 3.  | 10 stycznia | 2010 | Jizerská Padesátka | 50 km stylem klasycznym | 2:29:25,9  | -       | 1.      | -               |
| 4.  | 31 stycznia | 2010 | Marcialonga        | 70 km stylem klasycznym | 3:32:07,8  | +1:35,7 | 2.      | Jenny Hansson   |
| 5.  | 21 lutego   | 2010 | Tartu Maraton      | 63 km stylem klasycznym | 3:20:59,0  | -       | 1.      | -               |
| 6.  | 7 marca     | 2010 | Vasaloppet         | 90 km stylem klasycznym | 4:33:07,2  | +32,0   | 2.      | Susanne Nyström |
| 7.  | 9 stycznia  | 2011 | Jizerská Padesátka | 50 km stylem klasycznym | 2:36:49,9  | -       | 1.      | -               |
| 8.  | 30 stycznia | 2011 | Marcialonga        | 70 km stylem klasycznym | 3:15:07,1  | +1:19,2 | 2.      | Seraina Boner   |
| 9.  | 6 lutego    | 2011 | König-Ludwig-Lauf  | 42 km stylem klasycznym | 1:50:23,5  | -       | 1.      | -               |
| 10. | 20 lutego   | 2011 | Tartu Maraton      | 63 km stylem klasycznym | 3:08:35,0  | -       | 1.      | -               |
| 11. | 26 lutego   | 2011 | Finlandia-hiihto   | 50 km stylem klasycznym | 2:40:36,1  | -       | 1.      | -               |
| 12. | 17 lutego   | 2013 | Tartu Maraton      | 63 km stylem klasycznym | 2:58:53,0  | -       | 1.      | -               |